# Cuesta
Pour les articles homonymes, voir Cuesta (homonymie) et Côte.

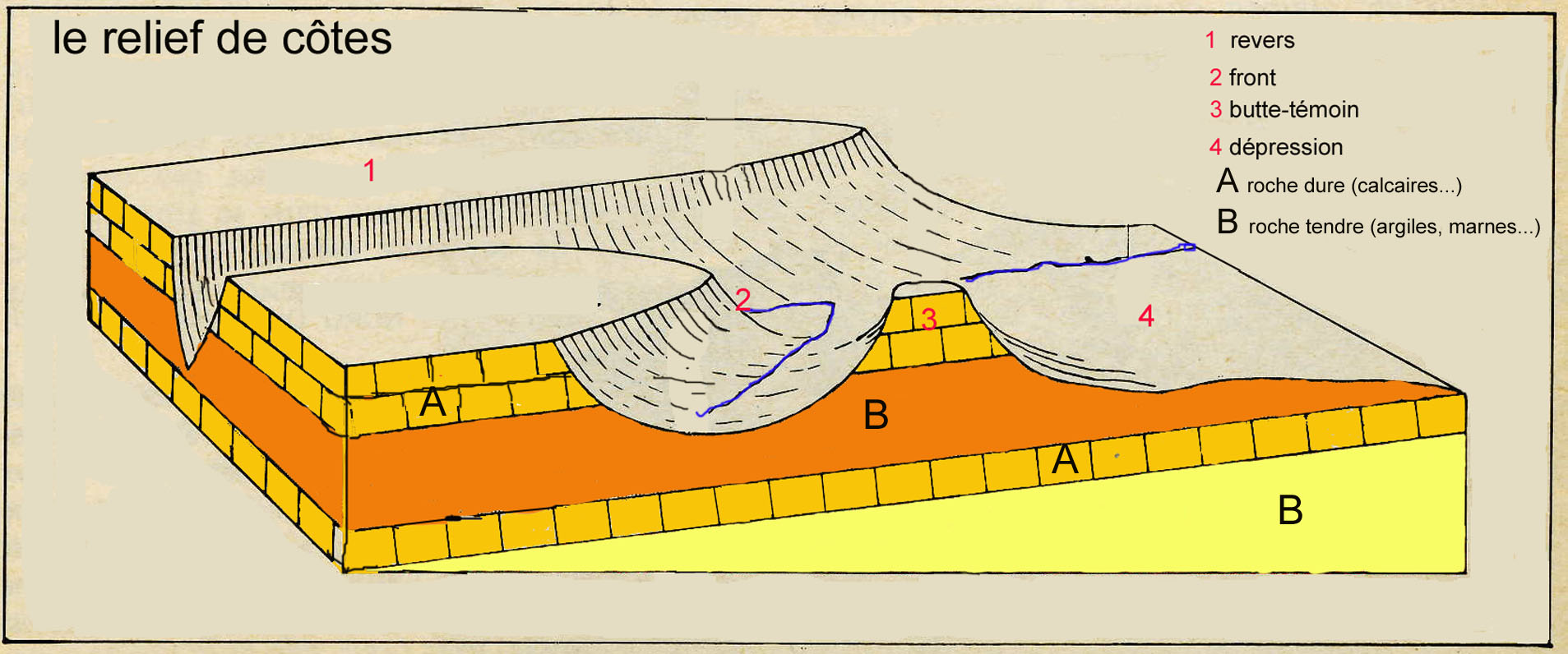
Bloc-diagramme simplifié du relief de côtes. Le front de cuesta à pente forte est opposé au pendage des couches et domine une dépression orthoclinale. Le revers de cuesta est un plateau à pente modérée qui correspond approximativement au toit de la couche dure inclinée et dont le versant est opposé au front.

La cuesta est une forme de relief dissymétrique constituée d’un côté par un front de cuesta en pente raide (constitué d'un escarpement correspondant à une couche dure qui donne une corniche et d'un talus à profil concave correspondant couches tendres) et, de l’autre, par un plateau doucement incliné en sens inverse (le revers). Les cuestas se trouvent aux bordures des bassins sédimentaires peu déformés. Le relief correspondant peut également être appelé une côte.
D'origine espagnole, le mot cuesta est passé dans le lexique de la géomorphologie et présente l'avantage d'éviter toute confusion avec les côtes, au sens de littoral. Il est en outre international, puisqu'il est utilisé sous le même sens technique dans différentes langues, par exemple en anglais, en italien, en turc (kuesta) ou en roumain.

## Formation

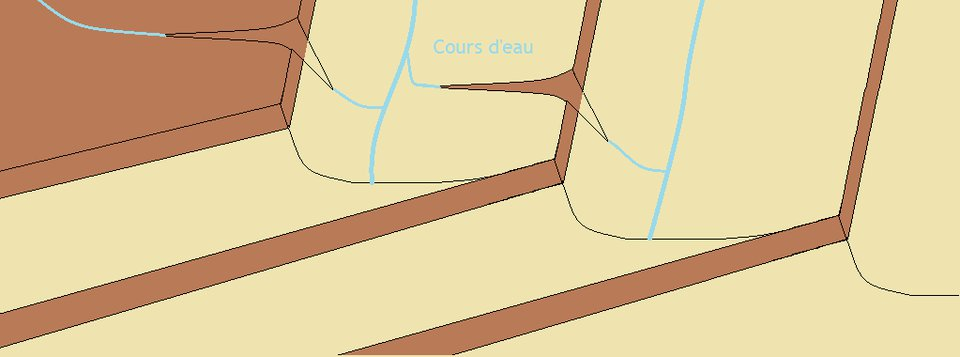
Coupe-section simplifiée d'une cuesta parcourue par un cours d'eau. Cette coupe-section montre qu'une cuesta se forme dans des couches sédimentaires inclinées, de même pendage. Les couches les plus dures sont indiquées en brun, les couches friables dans une couleur claire.

Les conditions pour le développement d’un relief de cuesta sont les suivantes :
- existence d’un dispositif monoclinal (les couches ont le même pendage) ;
- alternance de roches de dureté différente (roche dure au sommet, roche tendre en dessous, déterminant respectivement l'escarpement et le talus du front) ;
- attaque par un agent d’érosion (réseau hydrographique qui forme une cuesta par déblaiement de la dépression orthoclinale. Ce dernier joue par ailleurs un rôle important dans l'évolution de la cuesta, suivant les épaisseurs des couches dures et tendres que celle-ci contient, suivant également le sens d'écoulement de ce même réseau : anaclinal ou non) ;
- roches concordantes.

Réseau anaclinal : cours d'eau s'écoulant à l'inverse du pendage des couches de la cuesta. Ainsi, au fil du temps, les cours d'eau anaclinaux entaillent la cuesta.

## Cuestas et réseau hydrographique
Les cours d’eau s’orientent selon un certain ordre.
À partir du moment où le bassin sédimentaire émerge, l’eau coule vers son centre ; elle est dite « cours d’eau cataclinal ». Comme ces cours d'eau s’incisent à mesure que les cuestas se forment, ils changent de direction, devenant des « cours d’eau orthoclinaux » qui longent le front de la côte, telles la Meuse ou la Moselle.
À un moment donné, la corniche (interface entre front et plateau) de la cuesta est si élevée qu’il s’y installe des « cours d’eau anaclinaux », qui tombent au travers du front de la côte, dans un sens inversé du pendage des couches.
La vallée ou le cours d'eau qui entaille le front est appelé percée.  La percée peut être anaclinale (= obséquente, « opposée à la pente générale du terrain ») ou cataclinale (= conséquente, « suivant la pente générale du terrain »). « Si le pendage des couches est plus fort que la pente de la dépression, la percée prend la forme d'un "entonnoir de percée cataclinale". Si le pendage est inférieur ou égal à la pente, la percée est une "gorge" plus ou moins évasée ».

## Cuestas et finage
Selon le découpage classique des sites de cuestas, le finage englobe trois terroirs différents : le plateau qui est habituellement couvert de forêts ou occupé par de grandes cultures (céréales, betterave, colza, etc.), et qui est peu peuplé avec des petits villages à maisons isolées en pays d'habitat dispersé en raison des facteurs plus contraignants (hivers plus rudes, vents plus violents) ; le talus occupé, selon la pente, le substrat géologique et l'exposition, par des cultures spécialisées (vignes, vergers), des pâturages ou parfois des boisements, et sur lequel s'installe parfois des villages qui mettent à profit les trois terroirs différents ; dépression de pied de cuesta où se situent généralement les villages et qui sont relayés par des vallées à vocation essentiellement agricole (avec des formes d'agriculture mixte).

## Exemples

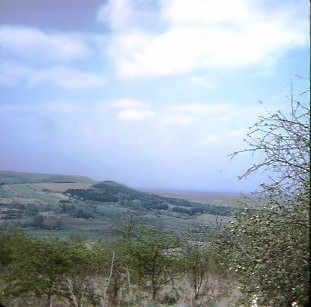
Cuesta et butte-témoin en Lorraine.

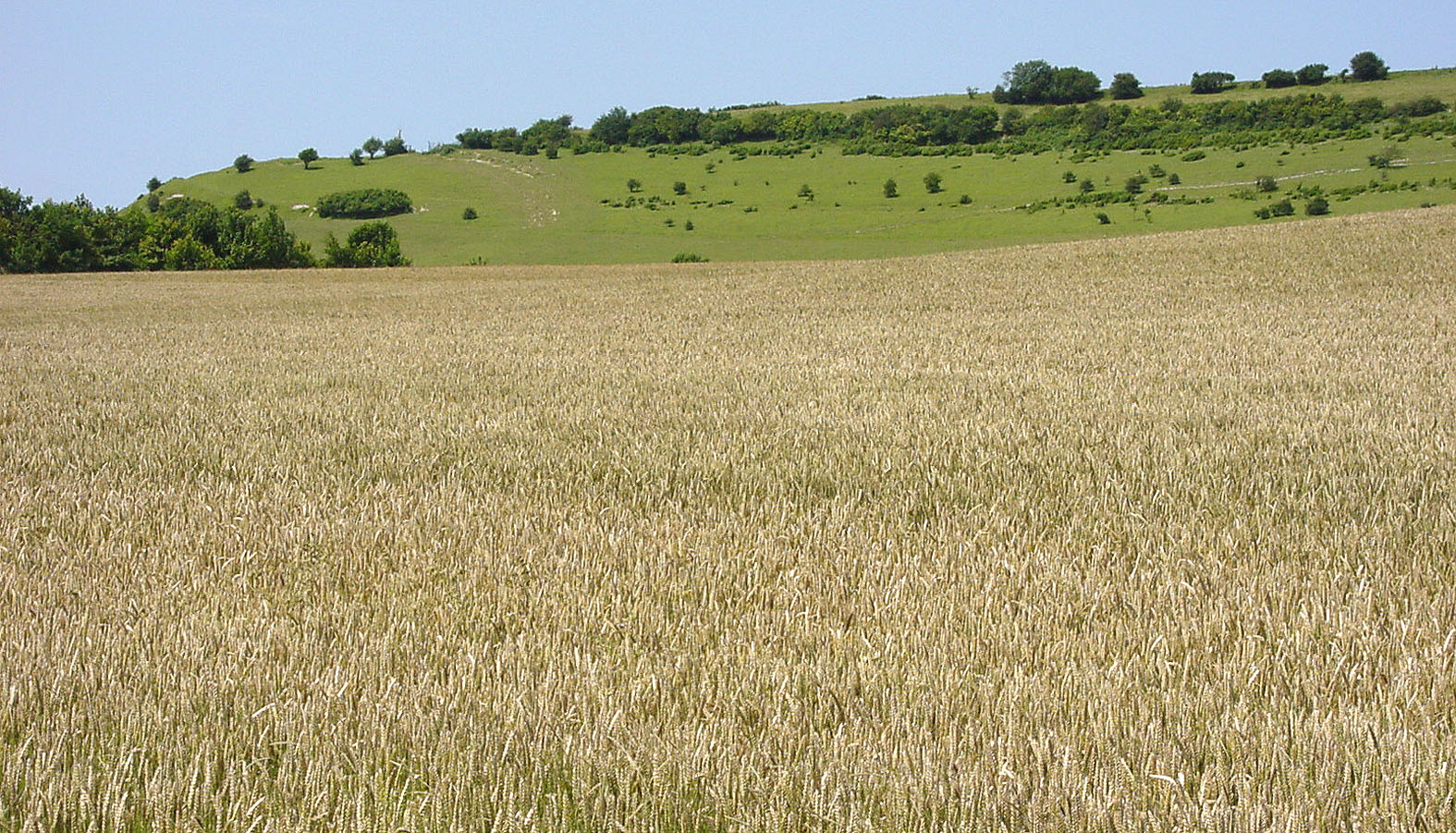
L'une des cuestas du Boulonnais.

- Le Bassin parisien en est un bon exemple puisqu'il se termine à l'est par une succession de cuestas : côtes de Meuse, suivies des côtes de Moselle puis de la fin du Plateau lorrain.

- Les cuestas de Lorraine, en Lorraine belge et dans le Pays Haut (Meurthe-et-Moselle).